# رود سن
رود سِن (‎/seɪn, sɛn/‎ sayn, sen, فرانسوی: [sɛn] ()) پرآب‌ترین رودخانه فرانسه است که در شمال غربی فرانسه جریان دارد و از میان شهر پاریس می‌گذرد. رود سن با ۷۷۷ کیلومتر طول، از بورگاندی سرچشمه می‌گیرد و به کانال مانش می‌ریزد. کناره‌های رود سن در پاریس در سال ۱۹۹۱ وارد فهرست میراث جهانی یونسکو شد.

## آلودگی

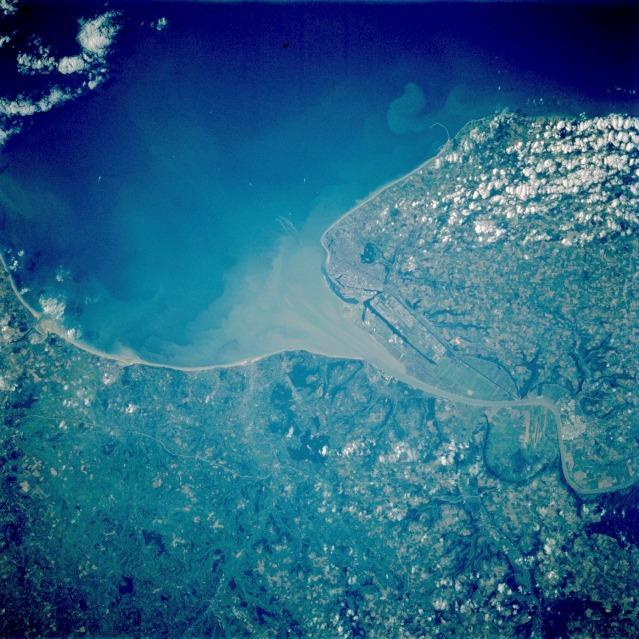
دهانه رودخانه سن، که در طی ماموریت شاتل فضایی اندیور (STS-47) گرفته شده است.

در سامانه انتقال فاضلاب تک سیستمی پاریس که در سده نوزدهم پاریس ساخته شده، آب مصرفی آشپزخانه و حمام با فاضلاب توالت‌ها مخلوط می‌شود. در مواقع عادی این جریان از طریق مجموعه‌ای از تونل‌های زیر خیابان به مراکز تصفیه در حومه پاریس منتقل می‌شود. اما بارش شدید باران باعث اشباع این سیستم و تخلیه مازاد آن به رود سن می‌شود. آلودگی رود سن باعث آسیب شدید به زیست‌بوم آبزیان این رودخانه شده است. تا جاییکه از دهه ۱۹۶۰ فقط وجود سه گونه ماهی در این رود ثبت شده بود. همچنین وجود فاضلاب صنعتی در بالادست رودخانه و نیازهای بهداشتی جمعیت رو به رشد، کیفیت آب سن را به اندازه قابل توجهی کاهش داده است.
این موضوع باعث ممنوعیت شنا در سن از سال ۱۹۲۳ شد. با اینحال پس از جنگ جهانی دوم مسابقات شنای سالانه کریسمس در این رودخانه انجام می‌شود.

## نگارخانه

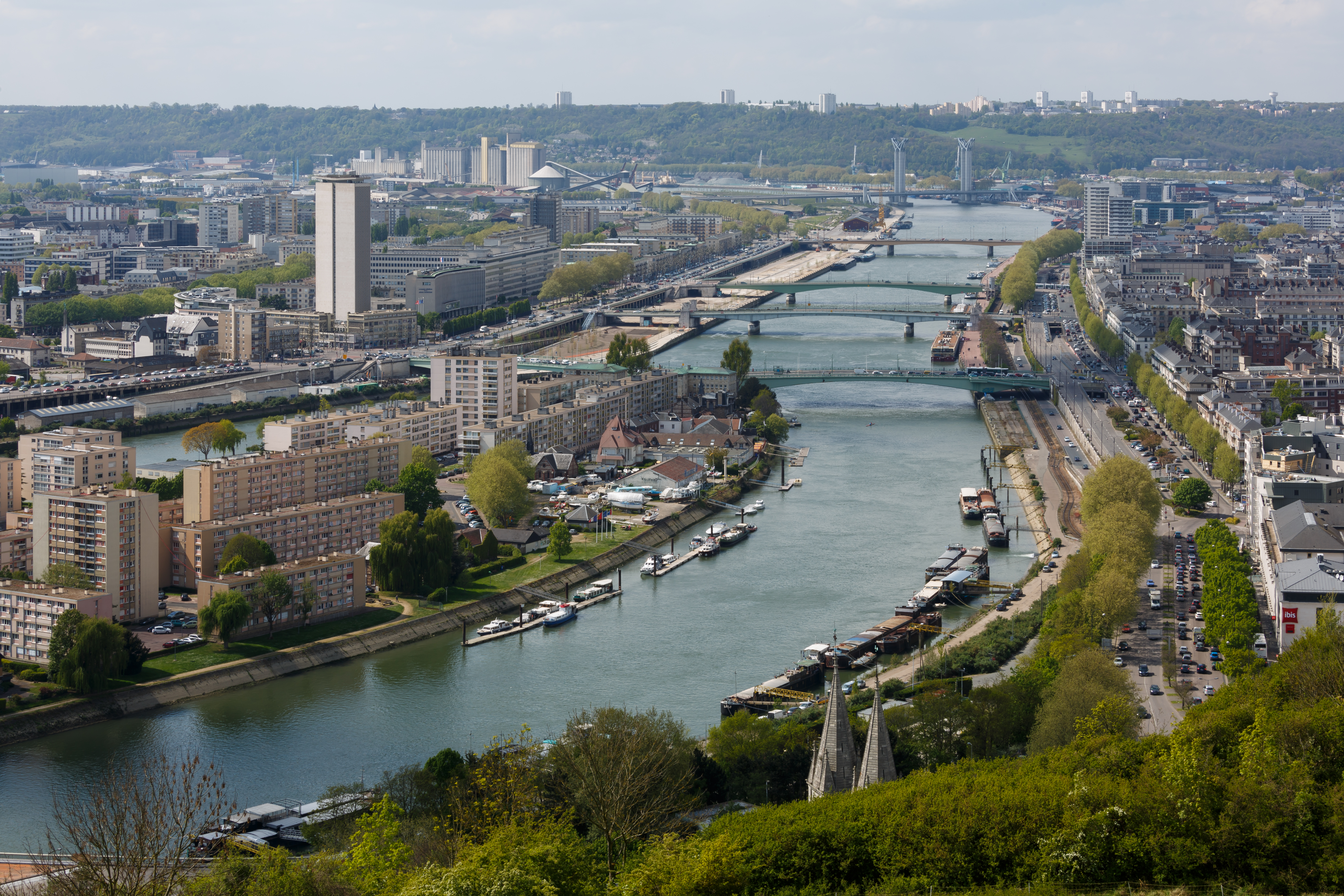
نمایی از رود سن در شهر روان
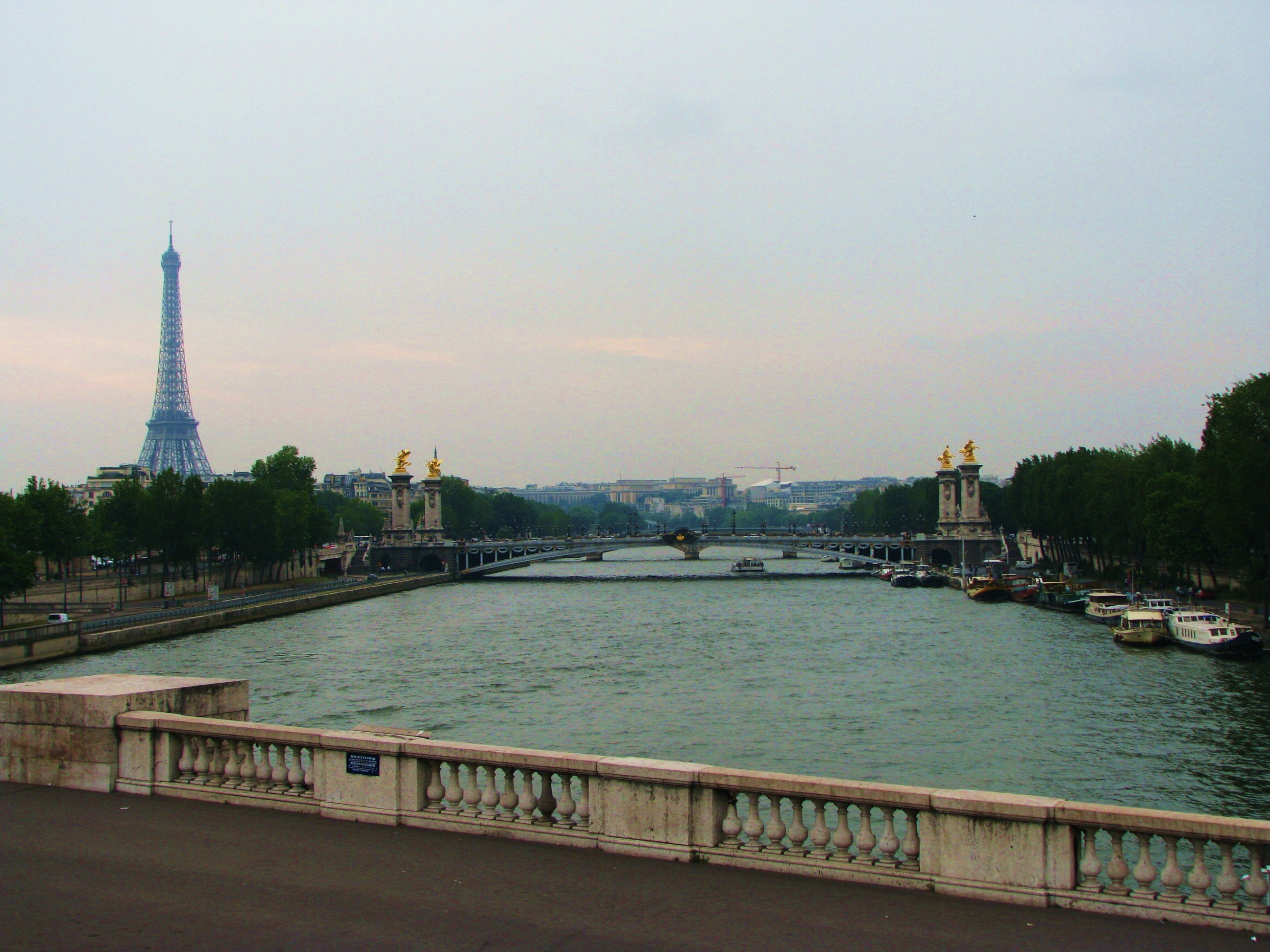
نمایی از رود سن و منظره شهر پاریس